# Adenomera araucaria
Adenomera araucaria is een kikker uit het geslacht Adenomera en de familie fluitkikkers (Leptodactylidae). De soort werd voor het eerst wetenschappelijk beschreven door Axel Kwet en Ariadne Angulo in 2002. Later werd de wetenschappelijke naam Leptodactylus (Lithodytes) araucaria gebruikt.
De kikker komt voor in delen van Zuid-Amerika en is endemisch in Brazilië. De habitat bestaat uit bossen en scrubland.